# 菲利佩·加布里埃尔
菲利佩·加布里埃尔（Fellype Gabriel，1985年12月6日—），是一名巴西职业足球运动员，现效力于巴西足球甲级联赛球队博塔弗戈。

## 职业生涯
2005年，菲利佩在弗拉门戈开始职业足球生涯，他在这一年入选巴西U20国家队参加2005世界青年足球锦标赛。之后他曾经先后在克鲁塞罗，葡萄牙的国民等球队效力。
2010年，菲利佩转会加盟日本职业足球联赛球队鹿岛鹿角。